# Guanaco
O guanaco (nome científico: Lama guanicoe) é um camelídeo nativo da América do Sul, cuja altura varia entre 107 e 122 cm. Pesa cerca de 90 kg. A cor varia muito pouco (ao contrário da lhama), variando de um marrom-claro a um mais escuro e canela para sombreamento, com pelagem branca no tórax e no abdômen. A face de um guanaco tem um tom acinzentado e as orelhas, pequenas, ficam em pé. Sua característica marcante são seus grandes olhos castanhos (utilizados para se manter atento a qualquer perigo), a forma corporal equilibrada e a enorme energia. O nome guanaco vem da língua sul-americana quéchua (da palavra huanaco). O guanaco, assim como a lhama, é um mamífero ruminante da América do Sul. Ao contrário das outras espécies de camelídeos, este animal tem pelagem mais curta, podendo passar quatro dias sem água. Vive em grandes alturas, próximas aos 4 000 metros. Vive principalmente no Peru.

## Distribuição geográfica
O guanaco é nativo das regiões áridas e montanhosas da América do Sul. São encontrados no planalto do Peru, Bolívia, Equador, Colômbia, Chile e Argentina. No Chile e na Argentina, são mais numerosos em algumas regiões da Patagônia, em lugares como o Parque Nacional Torres del Paine e na Ilha Grande da Terra do Fogo. Nestas zonas, existem limitações em matéria de concorrência (pasto do gado). Alguns índios bolivianos ficaram conhecidos por ajudar a população de guanacos a recuperar sua estabilidade populacional. A expectativa de vida de um guanaco é de vinte a 25 anos.

## Época de acasalamento
A época de acasalamento ocorre entre novembro e fevereiro, durante a qual os machos, frequentemente, brigam violentamente para estabelecer o domínio sobre a fêmea e para ter os direitos de reprodução. Onze meses depois, um único filhote (chamado de chulengo) nasce. Os chulengos são capazes de andar pouco após o nascimento. Os jovens chulengos machos são expulsos do rebanho ao completarem cerca de um ano de idade.

## Outras informações

### Hemoglobina
Como são encontrados em grandes altitudes (onde os níveis de oxigênio são baixos), uma colher de chá de sangue de guanaco contém cerca de 68 000 000 de células vermelhas do sangue - quatro vezes mais do que um ser humano. Este elevado numero de células vermelhas garante a adaptação corporal nestas condições extremas.

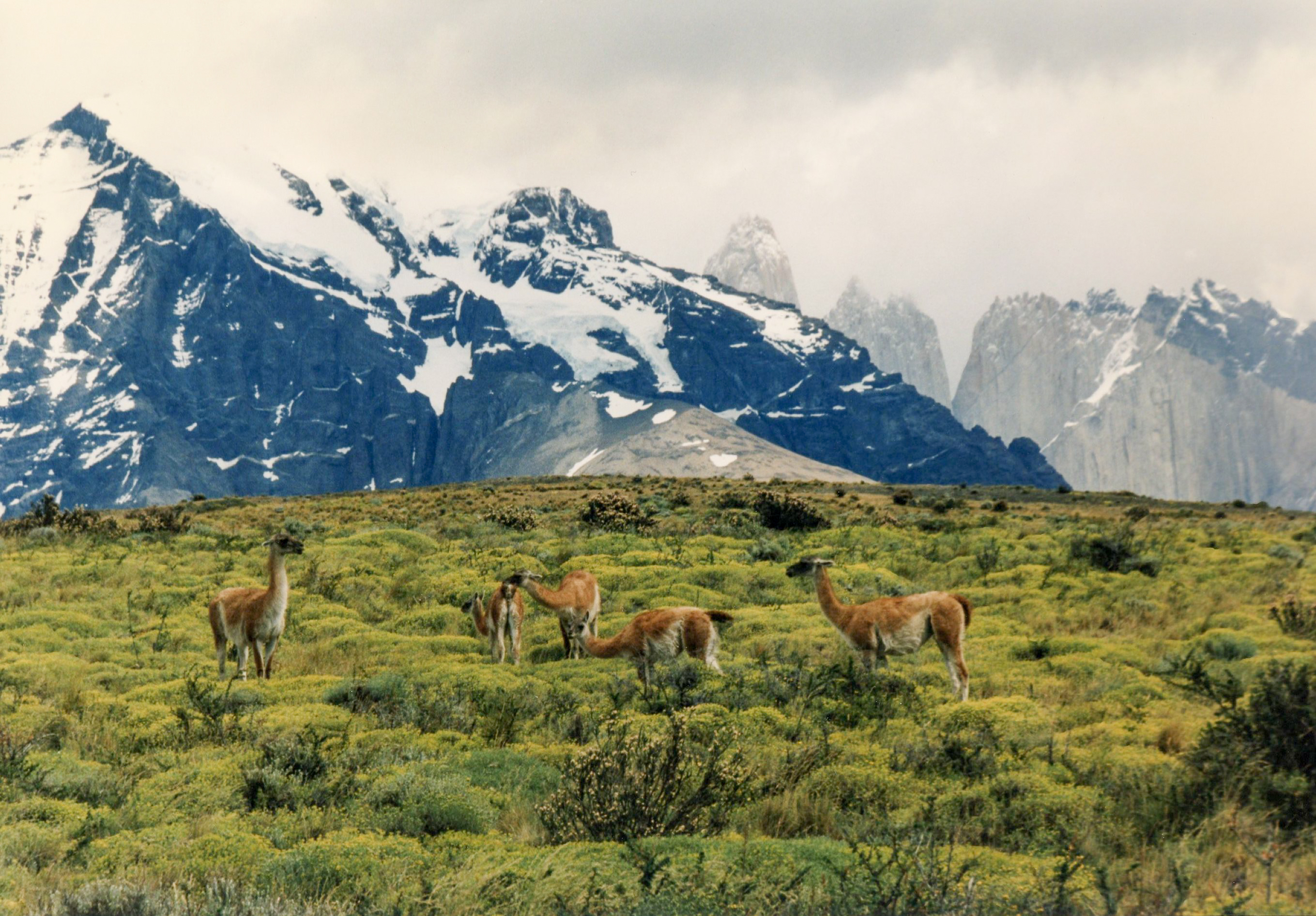
Guanacos no Parque Nacional Torres del Paine, no Chile